# Thomasburg
Thomasburg là một đô thị của huyện Lüneburg, bang Niedersachsen, Đức. Đô thị này có diện tích 26,69 km².